# ایسکاکوو
ایسکاکوو (به لاتین: Iskakovo) یک منطقهٔ مسکونی در روسیه است که در باشقیرستان واقع شده‌است.